# Serie Barcelona
La  Serie Barcelona es una serie de 50 litografías en blanco y negro realizada por Joan Miró y publicada en 1944 en una pequeña imprenta barcelonesa, que actualmente forma parte de la colección permanente de la Fundación Joan Miró de Barcelona.

## Descripción
La serie se considera una versión de imprenta de la serie Constelaciones. En las diferentes litografías aparecen interpretaciones libres de figuras animales y humanas, bastante deformadas.
Este tipo de personajes de carácter monstruoso, son un ejemplo de la actitud que el artista tenía frente al conflicto bélico en curso. Los cuadros muestran personajes tristes, se palpa la tragedia. Cabe destacar que en estas obras los personajes no aparecen en un escenario concreto, sino que en un mismo espacio aparecen varios signos del pintor, como pueden ser los pájaros, las mujeres, los genitales, así como estrellas, astros o espirales, entre otros.
Al mismo tiempo que en Montroig hace las últimas Constelaciones, Joan Miró comienza a preparar la Serie Barcelona. Utiliza el lenguaje que había ido gestando en la serie de las Constelaciones, pero a la vez anticipa un rasgo que será característico de su próxima pintura: la combinación de un grafismo rápido y grueso y de otro más minucioso.
La inclusión, en varias litografías de la serie, de este grafismo más espontáneo no aparece en la pintura de Miró hasta el 1943-1944. La serie se editó en 1944, en plena posguerra, en la imprenta Miralles (calle Tornos, 2) de Barcelona, gracias a la ayuda de su amigo Joan Prats. Se hizo una edición pequeña de 5 ejemplares con dos pruebas de artista.
Los personajes que aparecen en la serie incluye ogros y dictadores que son derivados del Père Ubu, el tirano de Alfred Jarry. También aparecen retratadas las víctimas inocentes del conflicto. Las litografías no se pudieron exponer públicamente debido a la dictadura de Franco. Para ver la serie había visitar colección privada de Joan Prats.
Se han conservado algunos de los dibujos originales preparatorios.

## Exposiciones relevantes
- 1984 - Casa Elizalde. -Joan Miró: serie Barcelona[4]